# Rysslands herrlandslag i handboll
Rysslands herrlandslag i handboll representerar Ryssland i handboll på herrsidan. Laget är historiskt sett ett av Europas mest framgångsrika landslag med flera framgångar i VM, EM och OS. Under 1990-talet tillhörde Ryssland världseliten i handboll för herrar och konkurrerade ofta med Sverige om titlarna i VM, EM och OS, men på senare år har de stora framgångarna uteblivit.
1992–2008 och 2011–2012 var Vladimir Maksimov förbundskapten för laget.

## Meriter
| - 1993 i Sverige: Guld - 1995 i Island: 5:a - 1997 i Japan: Guld - 1999 i Egypten: Silver - 2001 i Frankrike: 6:a - 2003 i Portugal: 5:a - 2005 i Tunisien: 8:a - 2007 i Tyskland: 6:a - 2009 i Kroatien: 16:e - 2011 i Sverige: Ej kvalificerade - 2013 i Spanien: 7:a - 2015 i Qatar: 19:e - 2017 i Frankrike: 12:a - 2019 i Danmark/Tyskland: 14:e - 2021 i Egypten: 14:e | - 1994 i Portugal: Silver - 1996 i Spanien: Guld - 1998 i Italien: 4:a - 2000 i Kroatien: Silver - 2002 i Sverige: 5:a - 2004 i Slovenien: 5:a - 2006 i Schweiz: 6:a - 2008 i Norge: 14:e - 2010 i Österrike: 10:a - 2012 i Serbien: 15:e - 2014 i Danmark: 9:a - 2016 i Polen: 9:a - 2018 i Kroatien: Ej kvalificerade - 2020 i Norge, Sverige och Österrike: 22:a - 2022 i Ungern och Slovakien: 9:e | - 1996 i Atlanta: 5:a - 2000 i Sydney: Guld - 2004 i Aten: Brons - 2008 i Peking: 6:a - 2012 i London: Ej kvalificerade - 2016 i Rio de Janeiro: Ej kvalificerade - 2020 i Tokyo: Ej kvalificerade |

## Förbundskaptener
- Vladimir Maksimov (1992–2008)
- Nikolaj Tjigarev (2008–2010)
- Vladimir Maksimov (2010–2012)
- Oleg Kulesjov (2012–2015)
- Dmitrij Torgovanov och Lev Voronin (2015–2017)
- Eduard Koksjarov (2017–2020)
- Velimir Petković (2020–)

## Kända spelare i urval
- Pavel Atman
- Timur Dibirov
- Vjatjeslav Gorpisjin
- Konstantin Igropulo
- Denis Krivosjlykov
- Oleg Kulesjov
- Eduard Koksjarov
- Andrej Lavrov
- Aleksej Rastvortsev
- Michail Tjipurin
- Dmitrij Torgovanov
- Aleksandr Tutjkin
- Lev Voronin